# Ивайло Петров (футболист, р. 1991)
Ивайло Петров (роден на 23 януари 1991 г.) е български футболист, полузащитник.

## Статистика по сезони
| Сезон    | Отбор           | Първенство | Мачове | Голове |
| -------- | --------------- | ---------- | ------ | ------ |
| 2014/ес. | Черноморец (Бс) | Б група    | 12     | 1      |